# Dítě číslo 44
Dítě číslo 44 (v anglickém originále Child 44) je román z prostředí komunistického SSSR 50. letech 20. století. Autorem je britský spisovatel Tom Rob Smith. Román byl vydán v roce 2008, v českém překladu Josefa Hanzlíka o rok později v nakladatelství Knižní klub. Kniha je inspirována skutečným případem sériového vraha Andreje Čikatila v Rusku v osmdesátých letech. Tato prvotina mladého britského autora byla oceněna několika cenami.

## Děj
Kniha pojednává a příslušníku MGB (předchůdce KGB) Lvovi Stěpanoviči Děmidovovi, který byl přidělen k choulostivému případu. Na kolejnicích v Moskvě byla nalezena mrtvola pětiletého Arkadije. Lev má za úkol vyřídit problémy s rodinou, která si myslí, že jejich chlapec byl zavražděn. Lev případ ututlá, ale začnou v něm hryzat pochybnosti, zda udělal správně. Je naprosto přesvědčen, že režim je nesmrtelný a nejlepší, ale malé semeno odporu uvnitř něho je.
Během tohoto případu Lev řeší ještě jeden případ. Anatolij Brodskij je uprchlík před režimem, alespoň toto tvrdí režim, a Lev má za úkol ho dostat. Vydá se proto na sever od Moskvy do vesnice Kimov, kde by se měl Anatolij skrývat u svého přítele Michaila. Po příjezdu Lev pronásledoval Anatolije až k řece, kam oba nakonec spadli a byli velmi promrzlí. Jeho zástupce zatím zatkl Michaila s rodinou a když Lev přicházel zpět, chladnokrevně, přes Lvův zákaz, odpráskl před očima dětí jejich rodiče.
Lev se vrátil do Moskvy a byl proveden „výslech“ Anatolije Brodského. Ten se pod nátlakem přiznal a ve zprávě stálo, že spolupracuje se Západem ještě Lvova manželka. Lev věděl, že to tam jeho podřízený připsal, aby se Lvovi pomstil. A tak Lev musel prověřovat svou manželku. Se svou manželkou měl stereotypní manželství, ale miloval ji.
Lev ji nakonec odmítl udat, protože mu sdělila, že je těhotná. Ale přesto je režim přemístil do města Vualsk, kde měl Lev vykonávat práci pouhého pochůzkáře. Ubytovali je v jedné místnosti a Lvův podřízený, teď už nadřízený, udělal vše proto, aby Lva ponížil. Lev se zde dovídá o dalších vraždách a to už mu nedá a vydá se po stopách vraha. Jeho společníkem je zdejší velitel milice. Společně shromáždí důkazy o přibližně 44 vraždách malých dětí, spáchaných stejným způsobem jako u Arkadije v Moskvě.
Lev s Raisou, svojí manželkou, se rozhodnou vydat se tajně zpět do Moskvy, aby si mohli promluvit s otcem Arkadije a očitou svědkyní. Cestou vlakem si povídají o svém životě, Raisa se přizná, že o svém těhotenství lhala, aby si zachránila život. Přiznala se, že Lva nikdy nemilovala a vzala si jeho jenom ze strachu před režimem. To Lva velice zasáhne. Když ale dorazí do Moskvy, svědkyně odmítá vypovídat. Tak se s nepořízenou vrací do Vualsku.
Po návratu do Vualsku se Lev vydá za velitelem milice s novými informacemi. Ten ho však přivítá s nemilou zprávou. Týden před tím si vzal dovolenou a jel po stopách vraha až do Rostova na Donou, kde podle něj je vrah. sebrala ho ovšem státní bezpečnost, která tam za okamžik vtrhne. Lev tedy sebere materiály a uteče, ale bezpečnost ho dostane a Lev se opět dostává do Moskvy. Už ne jako příslušník státní bezpečnosti, ale jako odpůrce režimu a navíc se svou manželkou.
Lev postoupí s manželkou tvrdý výslech pomocí chemických mučidel a později jsou deportováni vlakem na Sibiř.
Cestou vlakem jsou ale na rozkaz dozorců napadeni spolucestujícími. Lev jich několik z posledních sil zabije a rozhodnou se s Raisou utéci. Vypracují plán, jak z jedoucího vlaku utéci podlahou. Je to velice obtížné a namáhavé, ale Lev ví mimo jiné o háčcích na konci vlaku nastražených na možné uprchlíky a díky znalostem to mají alespoň trochu jednodušší. Nakonec se jim útěk podaří a utíkají směrem na Rostov na Donu. Po namáhavé cestě dorazili do jedné vesnice na cestě do Rostova. Tam jim celá vesnice pomohla a vyhověla. S pomocí příbuzných z vesnice se kamionem dostali do města Šachty. Cestou si povídali o sobě různá tajemství, neboť si uvědomovali, že jim moc času nezbývá. Raisa se přiznala, že Lva miluje a Lev ji svěřil to tajemství, které ho trápilo už od mala.
Měl bratra a vůbec se nejmenoval Lev, ale Pavel. Když byl malý, šel s bratrem na lov kočky, kterou zahlédl. Bohužel na lovu ho někdo praštil a odnesl k sobě. Jeho bezmocný bratr, který byl krátkozraký, se s brekem vydal domů, že jeho bratr zemřel. Tak se dostali do města Šachty. Příbuzní po vyslechnutí Lvova příběhu ochotně souhlasili s pomocí. Tak se vydala Raisa s dětmi, Lvem a prarodiči na „návštěvu“. Za nádražím se rozloučili s příbuznými řidiče a vydali se po stopách vraha.
Nejdříve navštívili továrnu na traktory, kde by podle jejich dedukce měl vrah pracovat. Lev zjistil ale šokující informace. Vrahem je jeho bratr Andrej. Vydal se proto s Raisou za svým bratrem. Raise prozatím nic neřekl. Když dorazili na místo, měl Lev obavy nad dalšími obyvateli domu.
Nastal okamžik, kdy se měl setkat se svým bratrem po více než dvaceti lety. Byl z toho úplně vykolejený. Mezitím se Lvův nadřízený, Vasilij, který ho chtěl deportovat na Sibiř, vzchopil a vydal se za Lvem do Rostova.
Bratři si spolu povídali a najednou se objevila Andrejova dcera, ale potom odešla. Lev chtěl Andreje zabít, ale najednou se ve sklepě objevil Vasilij. Andrej ho probodl a zachránil tak svého bratra. Pak společně Lev s Raisou zmáčkli spoušť pistole a zastřelili tak Andreje.
Lev s Raisou si vzali do péče dvě děti zavražděného Michaila, žili zpět v Moskvě a Lvovi bylo v Moskvě nabídnuto založit a řídit oddělení vražd.

## Adaptace
- Česká rozhlasová dramatizace z roku 2012 v režii Dimitrije Dudíka s Martinem Myšičkou jako Lvem Děmidovem[1]. Byla vydána také jako audiokniha.
- Filmová adaptace románu Dítě číslo 44 (Child 44), s premiérou 17. dubna 2015. Režie: Daniel Espinosa, jedním z producentů je Oliver Stone. Hlavní role: Tom Hardy, Noomi Rapace, Gary Oldman. Film se točil i na několika místech v Česku, mj. na Kladně, u Máchova jezera (tamní záběry ale nebyly použity) i na stanici Anděl pražského metra, kde poprvé v jeho historii byl kvůli natáčení zastaven na několik hodin provoz.